# Pica-soques gegant
El pica-soques gegant (Sitta magna) és un ocell de la família dels sítids (Sittidae).

## Hàbitat i distribució
Habita boscos i clars, a les muntanyes de l'oest de la Xina, centre i est de Myanmar i nord-oest de Tailàndia.